# Abtei Saint-Ruf

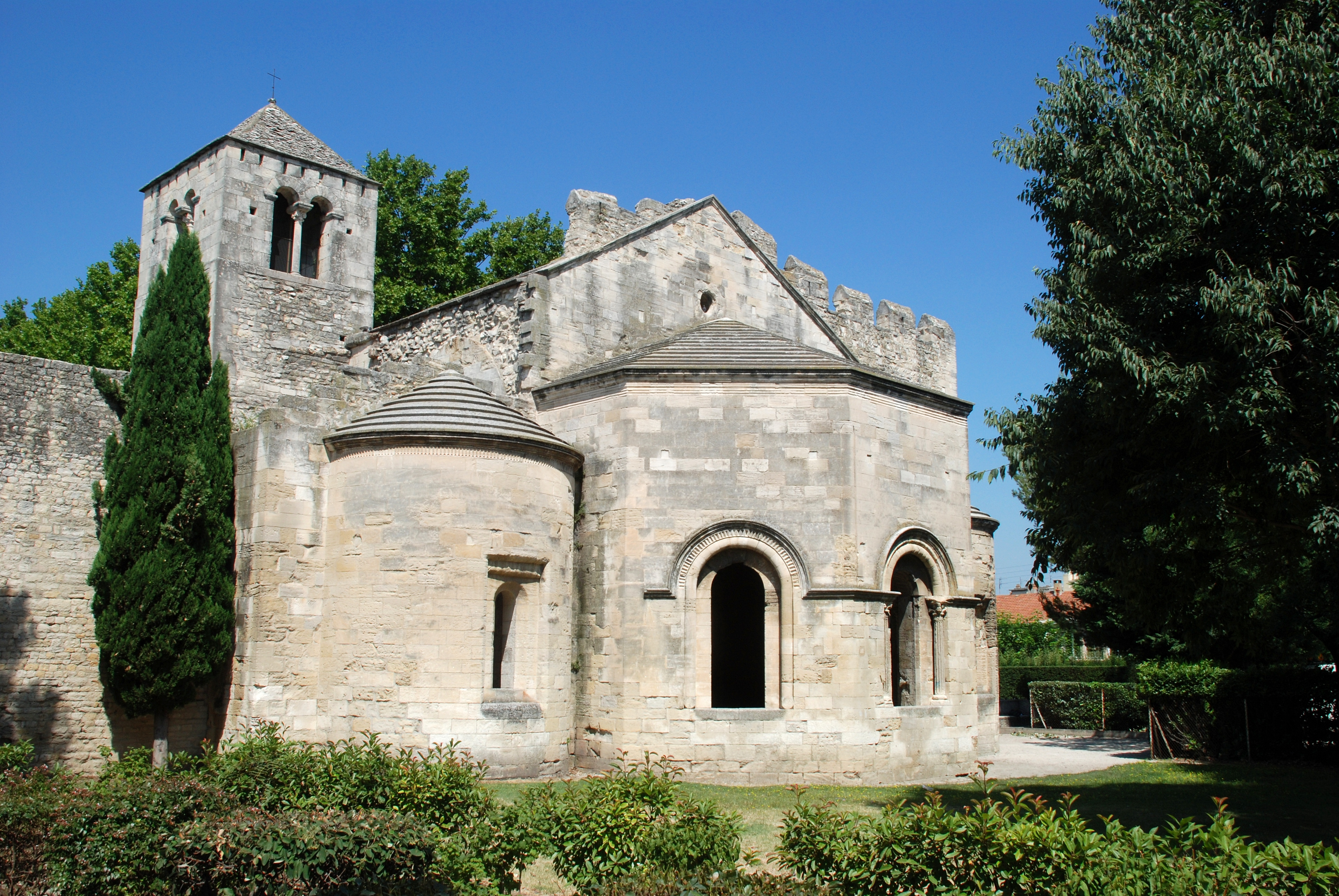
Abteikirche St-Ruf – Chorbereich

Die ehemalige Abtei Saint-Ruf in Avignon, einer Stadt in der Provence am östlichen Ufer der Rhone, war ein Stift von Regularkanonikern und wurde im 11./12. Jahrhundert errichtet. Die Reste der Abtei im heutigen Stadtviertel Saint-Ruf sind bereits seit 1889 ein geschütztes Baudenkmal (Monument historique).

## Geschichte

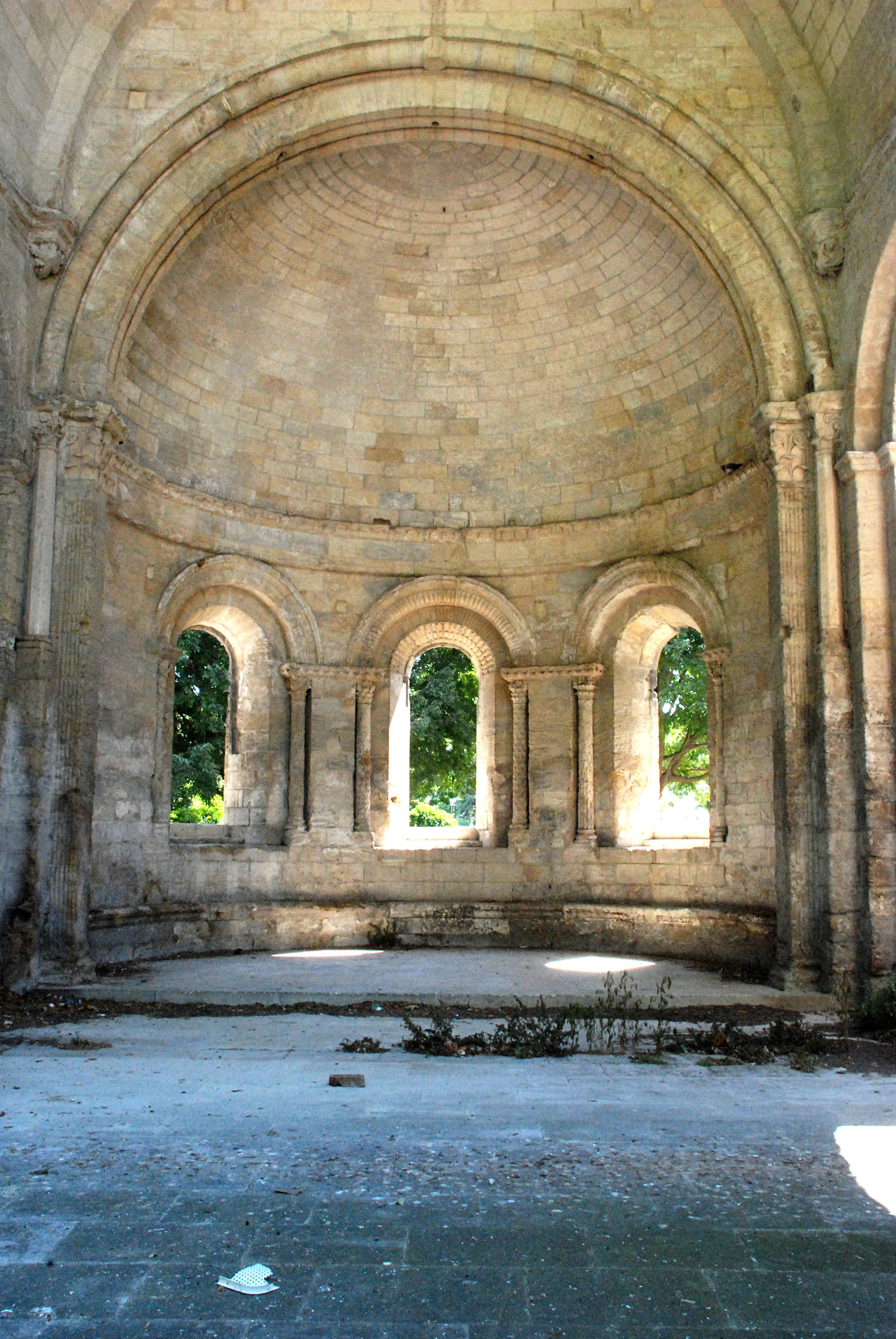
Mittelapsis der Abteikirche St-Ruf

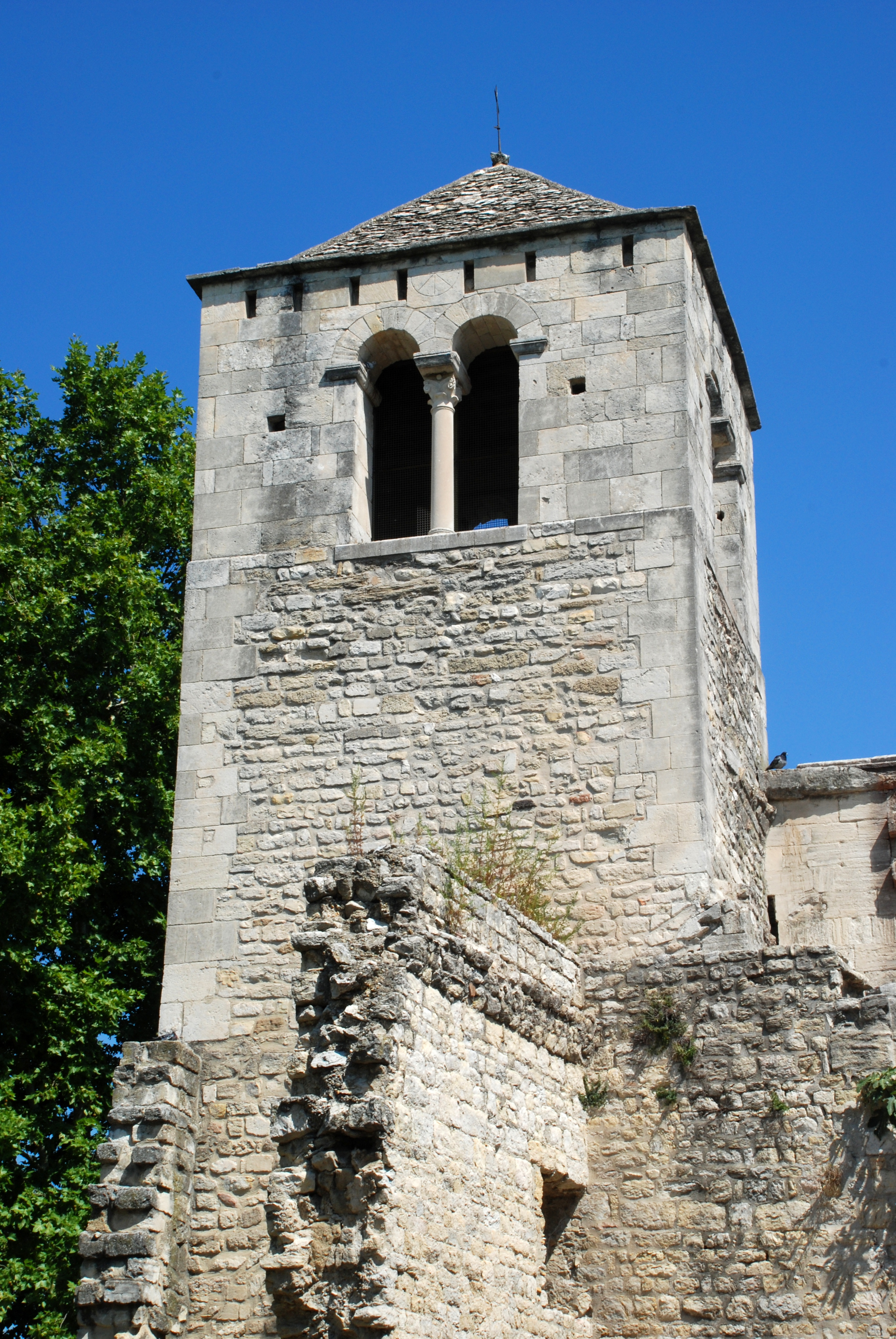
Turm der Abteikirche St-Ruf

Am 1. Januar 1039 gründeten hier vier Kanoniker des Domkapitels der Kathedrale von Avignon eine neue Stiftskirche, die sich bald zu einer Ordensgemeinschaft („Ordre de Saint-Ruf“) entwickelte und viele Tochterabteien besaß. Das Mutterhaus wurde 1158 nach Valence verlegt.
Saint-Ruf wurde während der Albigenserkriege schwer beschädigt und in der zweiten Hälfte des 12. Jahrhunderts wieder aufgebaut. Bereits im 17. Jahrhundert, auf Grund der vorangegangenen Zerstörungen, verfiel die Abtei. Heute stehen nur noch das Chorhaupt und das Querschiff, das befestigt und mit Zinnen bekrönt ist.

## Chor
Der Chor besteht aus einer polygonal ummantelten Mittelapsis und zwei halbrunden seitlichen Apsiden – allesamt aus sorgfältig bearbeiteten Hausteinen errichtet. Das Mittelfenster der zentralen Apsis unterscheidet sich von den seitlichen Fenstern durch eingestellte Säulen mit Kapitellen und halbrundem Wulst; die seitlichen Fenster der Mittelapsis haben nur einen umlaufenden Wulst ohne zwischengeschaltetes Kapitell. Die nur in das Mauerwerk eingeschnittenen Rundbogenfenster der Seitenapsiden werden von einem ornamentierten waagerechten Sturz überfangen.
Im Innern zeigt die Mittelapsis drei Rundbogenfenster, die von Archivoltenbögen umgeben sind, die ihrerseits wiederum auf schlanken kannelierten Säulen ruhen. Das mittlere Fenster ist reicher ornamentiert als die beiden seitlichen. Während die Apsiswölbung halbrund geformt ist, zeigt der erhaltene Gewölbeansatz hin zum Langhaus bereits ein Spitztonnengewölbe. Alle Gewölbe sind perfekt gemauert. Die für die romanische Architektur der Provence typischen Kanneluren finden sich auch auf den noch erhaltenen Halbsäulen und Pilastern.

## Glockenturm
Der Turm ist weitgehend aus Bruchstein errichtet – nur die Ecken und der obere Teil sind gänzlich aus großen, sorgfältig bearbeiteten Hausteinen gemauert. Im oberen Bereich finden sich an allen Seiten Zwillingsfenster, die auf einer schlanken Mittelsäule ruhen.